# Lonnie Smith (boxe anglaise)
Pour les articles homonymes, voir Lonnie Smith et Smith.
Lonnie Smith est un boxeur américain né le 5 novembre 1962 à Denver, Colorado.

## Carrière
Passé professionnel en 1980, il devient champion du monde des poids super-légers WBC le 21 août 1985 en battant au 8e round Billy Costello. Battu dès le combat suivant par Rene Arredondo le 5 mai 1986, Smith remporte le titre nord américain NABF en 1990 avant de mettre un terme à sa carrière en 1999 sur un bilan de 45 victoires, 6 défaites et 2 matchs nuls.